# Мирослав Рашков
Мирослав Атанасов Рашков е български полицай, главен комисар, директор на Главна дирекция „Национална полиция“ от 27 август 2024 до 28 февруари 2025 г.

## Биография
Роден е на 9 декември 1972 г. в град Шумен. Завършва икономическо образование във Великотърновския университет „Св. св. Кирил и Методий“. По-късно завършва магистратура по бизнес администрация. Преминава и обучение в Академията на МВР и ILEA в Унгария. Влиза в системата на МВР през 2006 г. От тогава до 2013 г. последователно е разузнавач и началник на група в сектори „Икономическа полиция“ и „Криминална полиция“ при Областната дирекция на МВР във Велико Търново. След това е разузнавач в Главна дирекция „Национална полиция“ и началник на сектор в отдел „Икономическа полиция“. По-късно е началник на отдела. В периода 2017 – 2022 г. работи в отдел „Криминална полиция“ при ОДМВР-София. От 2022 до 2023 г. е началник на сектор „Изпиране на пари“ при ГДБОП-МВР. На 12 юли 2023 г. е назначен за заместник-директор на Главна дирекция „Борба с организираната престъпност“. От 27 август е директор на Главна дирекция „Национална полиция“. Остава на поста до 20 февруари 2025 г. На 27 септември 2024 г. е определен за временно изпълняващ длъжността главен секретар на МВР. От 20 февруари 2025 г. е определен за заместник-главен секретар на МВР, като продължава да изпълнява длъжността главен секретар. Награждаван е с почетен знак на МВР – III ст.